# مكتبة سبوكان العامة - فرع شمال مونرو
مكتبة سبوكان العامة - فرع شمال مونرو، هو مبنى تاريخي في سبوكان، واشنطن.  صممها ألبرت هيلد، بُني في عام 1914 بمبلغ 17500 دولار من أندرو كارنيجي. أدرج في السجل الوطني للأماكن التاريخية منذ 3 أغسطس 1982